# Villisca
Villisca är en ort i Montgomery County, Iowa, USA. Enligt folkräkningen år 2000 bor 1344 personer på orten. Stadens area är 4.9 kvadratkilometer varav allt är land.